# Tremblois-lès-Rocroi
Tremblois-lès-Rocroi település Franciaországban, Ardennes megyében. Lakosainak száma 156 fő (2022. január 1.). Tremblois-lès-Rocroi Le Châtelet-sur-Sormonne, Chilly, Laval-Morency és Sévigny-la-Forêt községekkel határos.

## Népesség
A település népessége az elmúlt években az alábbi módon változott:
| Lakosok száma | 153  | 198  | 168  | 159  | 171  | 166  | 156  | 153  | 152  | 156  |
|               | 1968 | 1982 | 1990 | 2006 | 2013 | 2015 | 2017 | 2019 | 2020 | 2022 |